# トゲマウス
トゲマウス (Acomys) は、ネズミ上科（ネズミ）ネズミ科トゲマウス属の総称。アフリカトゲネズミとも。
アフリカと西アジアの砂漠や荒地に棲息する。日本やアメリカなどでもペットとして飼われる。
その名のとおり、背中の毛の一部が短く硬い棘になっている。ただし、同目のヤマアラシのように長く硬い棘が密生しているわけではない。尾の皮膚は、人間が持つだけで皮がはがれやすく、はがれた皮は短期間で再生する。
8～18種に分類される。トウブトゲマウス Acomys dimidiatus は広く分布し最も普通に見ることができるが、トルコトゲマウス Acomys cilicicus やクレタトゲマウス Acomys minous は絶滅危惧種である。
ときおり誤って単にトゲネズミと呼ばれることがあるが、トゲネズミ Tokudaia は南西諸島に住む別亜科の属で、種はいずれも絶滅危惧種である。

## 種

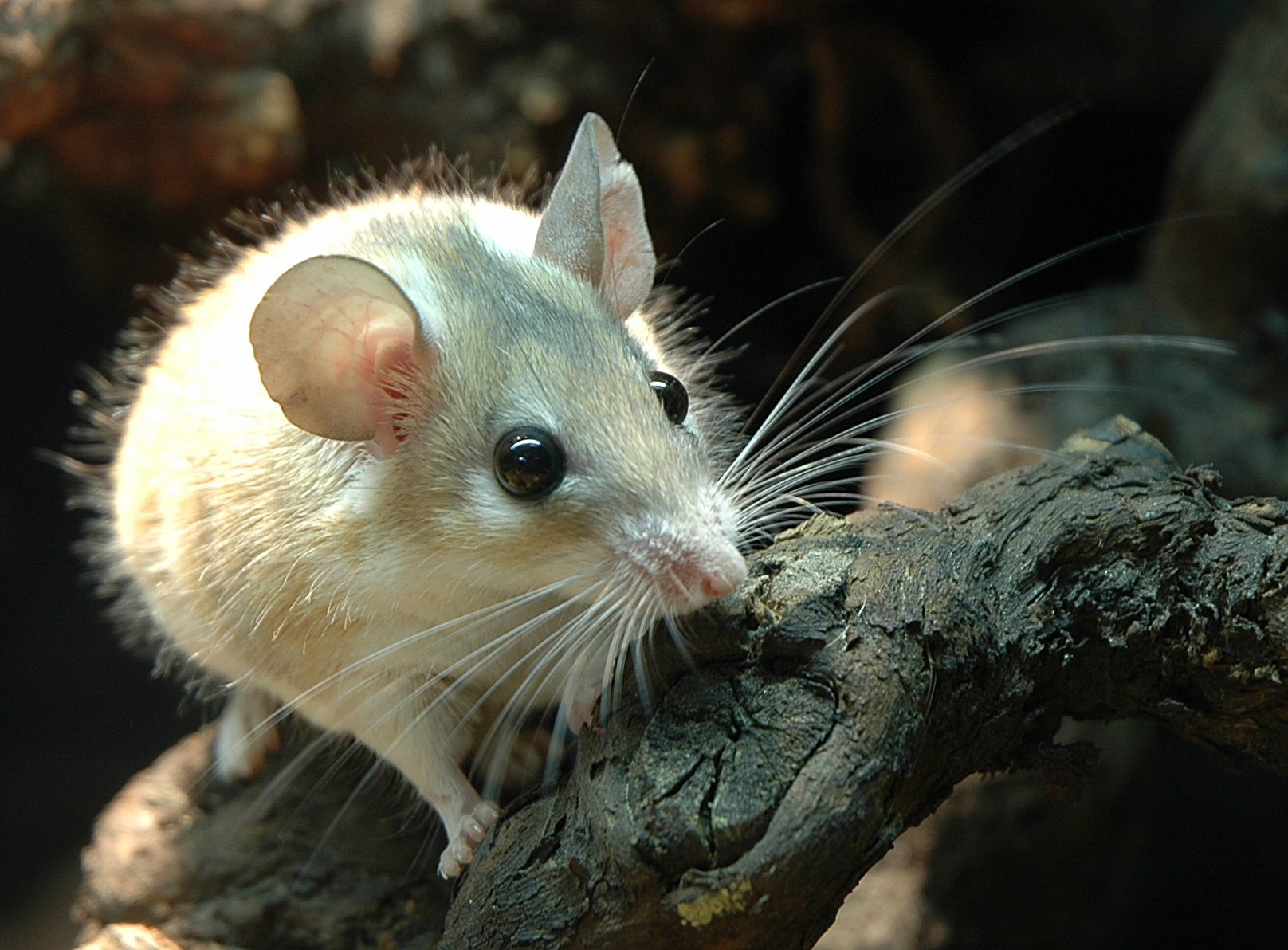
トウブトゲマウスAcomys dimidiatus

- トゲマウス亜属 Acomys I. Geoffroy, 1838
サハラトゲマウス Acomys airensis Thomas and Hinton, 1921
カイロトゲマウス Acomys cahirinus ﾉ. Geoffroy, 1803
キタアフリカトゲマウス Acomys chudeaui Kollman, 1911
トルコトゲマウス Acomys cilicicus Spitzenberger, 1978
ハイイロトゲマウス Acomys cineraceus Heuglin, 1877
トウブトゲマウス Acomys dimidiatus Cretzschmar, 1826
ヒイロトゲマウス Acomys ignitus Dollman, 1910
ヨハントゲマウス Acomys johannis Thomas,1912
ケンプトゲマウス Acomys kempi Dollman, 1911
クレタトゲマウス Acomys minous Bate, 1905
マラトゲマウス Acomys mullah Thomas,1904
キプロストゲマウス Acomys nesiotes Bate, 1903
パーシバルトゲマウス Acomys percivali Dollman, 1911
キンイロトゲマウス Acomys russatus Wagner, 1840
スーラトゲマウス Acomys seurati Heim de Balsac, 1936
ミナミアフリカトゲマウス Acomys spinosissimus Peters, 1852
ウィルソントゲマウス Acomys wilsoni Thomas,1892
- Peracomys亜属 F. Petter and Roche, 1981
ルイーズトゲマウス Acomys louisae Thomas,1896
- Subacomys亜属 Denys, Gautun, Tranier, and Volobouev, 1994
スーダントゲマウス Acomys subspinosus Waterhouse,1837